# А-эн-Хюнзе
А-эн-Хюнзе (нидерл. Aa en Hunze) — община в составе провинции Дренте. Расположена на северо-востоке провинции.
Название общины произошло от двух рек страны — Дрентсе-А (внутри страны просто А или Аа) и Хюнзе, которые протекают по территории общины. Водный совет Хюнзе-эн-А, на территории которого расположена община, также назван в честь этих рек. 
Площадь территории общины составляет 278,87 км2 (из них 2,61 км2 - вода).  Община была образована в  1998 году путем объединения бывших общин Ролде, Гасселте, Гитен и Анло.
Район был заселён давно, на его территории найдено 12 древних мегалитических сооружений.
Основные автодороги — автомагистраль N33 и шоссе N34

## Населённые пункты
На территории общины находится 35 официальных населённых пунктов. Гитен -административный центр общины.

### Официальные населённые пункты
Амен, Андерен, Анло, Аннен, Аннервенсхеканал, Balloërveld, Balloo, Deurze, Eext, Eexterveen, Eexterveenschekanaal, Eexterzandvoort, Ekehaar, Eldersloo, Элевелд, Гасселте, Гасселтернейвен, Гасселтернейвенсхемонд, Гастерен, Гелбрук, Гитен, Гитервен, Гролло, Марвейксорд, Ньив-Аннервен, Ньиведип, Нейланде, Нотитгедахт, Ауд-Аннервен, Папенворт, Ролде, Схипборг, Схонло, Спейкекбор и Вреденхейм.

### Другие населённые пункты
Помимо официальных населённых пунктов, в общине есть и другие места проживания, не имеющие своего почтового индекса: Ахтер-хет-Хаут, Баревелд (частично), Bonnen, Bonnerveen, Bosje, Bovenstreek, De Hilte, Эрсте-Дварсдип, Гасселтербурвен, Гасселтербурвенсхемонд, Gieterzandvoort, Kostvlies, Marwijksoord, Schreierswijk, Streek, Torenveen, Тведе-Дварсдип и Veenhof .

## Памятники
На территории общины есть военные мемориалы и ряд объектов, являющихся национальным достоянием: 
- Военные мемориалы. Список на территории общины А-эн-Хюнзе[нидерл.]
- Национальное достояние Нидерландов. Список объектов на территории общины А-эн-Хюнзе[нидерл.]

## Города-побратимы
- Жеркув, Польша